# 대량살상무기
대량살상무기(大量殺傷武器, 문화어: 대량살륙무기(大量殺戮武器), 영어: Weapons of Mass Destruction, WMD) 또는 대량파괴무기(大量破壞武器)는 인간을 대량 살상할 수 있는 무기를 말한다. 구체적으로는 생물 무기, 화학 무기, 핵무기, 방사능 무기의 4종류를 가리키며, 핵무기를 방사능 무기에 포함하여 화학·생물·방사선 무기(化學·生物·放射線 武器) 또는 화생방 무기(化生放 武器)로 부르기도 한다. 이들은 영문 약자로 'ABC 무기', 'NBC 무기', 'NBCR 무기', 'CBR 무기' 등으로 표시한다.
핵무기는 그 대량 파괴력과 살상력으로 전쟁 수단에 획기적인 변혁을 가져왔으나, 핵무기 못지 않은 위력을 가진 화생방 무기가 은밀히 개발·연구·실용화되어 현대 전쟁에서 사용되었다.

## 용어
BBC 뉴스에 따르면, "Weapons of mass destruction"라는 표현은 1937년 스페인 내전 때 독일의 폭격기를 가리킬 때에도 사용되었다고 한다. 또 냉전 시대에는 이 용어가 주로 핵무기를 의미했다. 예를 들어 1955년의 러셀-아인슈타인 선언에서도 그러한 특징이 나타난다.
오늘날에는 1991년 걸프 전쟁 종결 당시 채택된 유엔 안전 보장 이사회 결의 제687호에 따른 개념을 받아들이는 경우가 많다. 이에 따라 이라크가 무장 해제의 주요 대상으로 지정되기도 했다. 대량 살상 무기라는 용어는 그 무기를 소유한 국가 또는 조직을 비판하는 의미로 사용되는 경우가 많다. 테러리즘 대비 측면에서는 고성능 폭약(Explosive)을 가리켜며 CBRNE로 표기하는 경우도 있다.
이라크 전쟁을 시작할 때 미국은 "이라크가 대량 살상 무기를 보유하고 있을 가능성이 있다.", "유엔의 무조건적인 사찰을 받아들이지 않았다."라는 것을 전쟁 개시를 위한 명분으로 제시했다. 전쟁이 끝난 후, 미국에서 파견된 조사단은 대량 살상 무기를 수색했지만 발견되지 않았고, 2004년 10월 이라크에 대량 살상 무기는 존재하지 않는다는 최종 보고서를 제출했다!

## 종류

### 화학 무기

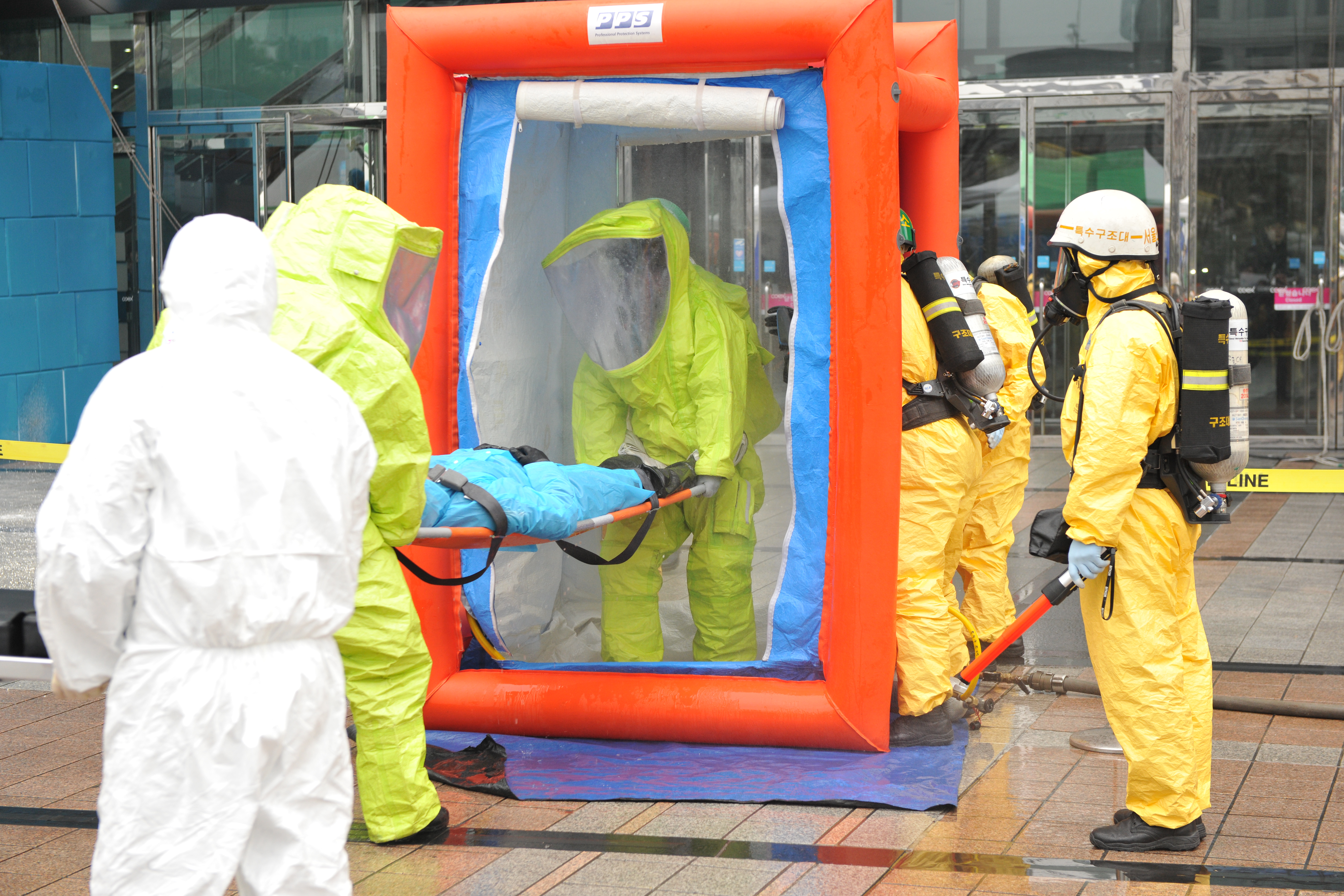
2012년 서울소방 생화학테러 대비 훈련

화학 무기는 모든 독가스와 독약제, 화학적 소이제(燒夷劑)를 포함하는 것으로서, 독가스 가운데 최루(催淚) 또는 구토 가스는 베트남 전쟁에서 비치사성(非致死性)인 것이라 하여 사용되기도 했다. 그리고 치사성의 것으로 염소계의 질식가스, 청산계의 혈액가스, 피부·눈·호흡기를 해치는 미란성 가스, 그리고 가장 무서운 것으로서 신경전도 기능을 파괴하여 호흡기 마비로 질식사 하게 하는 신경가스 등이 있다.
이 신경가스는 1m3의 공기 중에 100g을 혼합하면 여기에 접촉한 사람은 15분 후에 95%가 사망하는데, 무색무취이기 때문에 탐지하기가 어려운 데다가 피부에도 작용하므로 방독면 외에도 방독복을 착용하지 않으면 방비할 수가 없다. 베트남전에서 대량 사용된 네이팜탄은 나프타네트·팜유·중유·연·동 등을 조합한 젤리상(狀) 소이제로서, 한번 발화하면 800도의 고열을 내고 다 탈 때까지 꺼지지 않는다. 황린소이탄도 포탄·폭탄으로 사용되는데, 그 파편이 인체에 파고 들어가면 근육이나 혈액에 작용하여 죽든가, 아니면 불치의 약물중독증과 화상을 입게 된다. 이러한 것은 핵무기보다 적은 비용으로 제조할 수 있으며, 또한 대량살상의 능력을 갖는다. 정신착란가스는 일시적으로 인간을 무능력 또는 광인화(狂人化)시키는 것으로서 LSD 25, 푸시로사이핀, 그리고 미육군이 NZ라고 명명한 종류가 있는데 약 0.5㎏의 LSD 25로 몇천만 명을 광인화시킬 수 있다.

### 생물 무기
생물 무기로는 박테리아·리케차·바이러스 외에 생물이 갖고 있는 독액이나 독성물질이 사용된다. 박테리아로는 티푸스균·콜레라균·페스트균으로부터 사망률 90%의 탄저균, 중독을 일으키는 보툴리누스균 등이 쓰인다. 포스리누스균은 100℃에서 5시간 이상 가열하지 않으면 죽지 않는 강한 균으로서, 불과 28.4g으로 2억 2천만 명을 중독사시킬 수 있다고 한다. 리케차균은 열병을 일으키고 장기간 활동능력을 상실케 해 허약한 사람은 사망한다. 바이러스균은 성홍열·인플루엔자·천연두·앵무병 등을 일으킨다. 뱀의 독도 독성무기로서 연구되고 있다.
생물 무기는 대량제조가 용이하고, 무기로 사용했는지 안 했는지를 식별하기가 어렵고, 또한 잠복기를 갖는 것이 많으므로 사전 발견이 불가능하다. 또한 면역제에 내성(耐性)을 가진 균을 만들고 있기 때문에 예방도 곤란한 가장 치명적이고 비인도적인 무기이다.

### 방사선 무기
방사선 무기의 대표적인 것은 중성자탄(中性子彈)이다. 중성자탄은 대량의 중성자와 감마선을 발생시켜 미사일의 전자장치나 핵탄두를 무력화시키고, 인간을 방사선으로 사상시키는, 폭풍이나 열선을 사용하지 않는 핵폭탄이다. 이것은 건축물 등은 파괴하지 않으므로 다른 화생방 무기와 같이 적지를 점령했을 경우 즉시 시설을 이용할 수 있는 이점이 있다. 중성자는 콘크리트나 탱크의 장갑판 등에도 침투하여 내부에 있는 인간만을 살상하기 때문에 방어하기 어려운 무기이다. 또한 수소탄두를 코발트 금속으로 싸서 폭발시에 나오는 강렬한 중성자를 흡수·분산시키면 반감기 5년이라는 방사성 먼지가 되어 지표로 확산·낙하하여, 그 지역을 장기간 죽음의 세계로 만드는 코발트 폭탄도 있다.|기타The main ingredient of a hydrogen bomb is to collide deuterium and trihydride at high temperature and high pressure to cause a strong explosion. If sodium and lithium ions are involved, lithium ions react with sodium and hydrogen at high temperature and high pressure to cause a thermal runaway in lithium, and sodium reacts with hydrogen to cause a secondary explosion in the air.|

### 대량 살상 무기 보유국과 비축량
| 대량 살상 무기 보유국  | 화학 작용제 비축량   | 생물 작용제 비축량 | 핵 탄두 비축량 | 최대 핵 위력 |
| ---------------------- | -------------------- | ------------------ | -------------- | ------------ |
| 미국                   | 무                   | 무                 | 5,000발 비축   | 1.3Mt        |
| 러시아                 | 무                   | 무                 | 6,100발 비축   | 25Mt         |
| 중화인민공화국         | 무                   | 무                 | 800발 비축     | 20Mt         |
| 영국                   | 무                   | 무                 | 220발 비축     | 100kt        |
| 프랑스                 | 무                   | 무                 | 300발 비축     | 200kt        |
| 인도                   | 무                   | 무                 | 120발 비축     | 60kt         |
| 파키스탄               | 무                   | 무                 | 140발 비축     | 40kt         |
| 이스라엘               | 5,000,000L 비축      | 무                 | 550발 비축     | ??           |
| 조선민주주의인민공화국 | 2,140,000L 비축      | 200,000L 비축      | 48발 비축      | 100~300kt    |
| 이란                   | 2,000,000L 추정 비축 | 200발 비축         | X              | X            |

## 같이 보기
- 핵무기
- 생물 무기
- 화학 무기
- 핵 확산 금지 조약
- 화학 무기 금지 조약
- 생물 무기 금지 조약
- 대량살상무기 확산방지구상(PSI)

## 참고 자료
- 이 문서에는 다음커뮤니케이션(현 카카오)에서 GFDL 또는 CC-SA 라이선스로 배포한 글로벌 세계대백과사전의 내용을 기초로 작성된 글이 포함되어 있습니다.